# Mustafa Denizli
Mustafa Denizli (né le 10 novembre 1949 à İzmir) est un footballeur international turc devenu entraîneur. 

## Biographie

### Carrière de joueur
Il joue en tant qu’attaquant sans discontinuer pendant 18 ans au club de football d’Altay Izmir. Il est l’un des meilleurs pieds gauche des ligues turques de tous les temps.
Il devient le meilleur buteur du championnat turc avec 18 buts en 1980. Il est célèbre à Altay Izmir grâce à ces nombreux buts sur corner et sur coup franc. 
Il prend le surnom de « le Grand Mustafa » à Altay Izmir. Il refuse toujours d’être transféré dans les grands clubs d’Istanbul. Mais il change d’avis juste avant sa retraite en acceptant l’offre de Galatasaray.
Il dispute 33 matchs pour l'équipe nationale de Turquie et met fin à sa carrière de footballeur à l'issue de la saison 1983-1984.

### Carrière d'entraîneur
Denizli commence sa carrière d'entraîneur en tant qu'adjoint de l'allemand Jupp Derwall à Galatasaray pendant 3 ans.
Il devient ensuite entraîneur de l’équipe de football de Galatasaray en 1987, en remportant le championnat dès la première année. La même saison il commence en tant qu’entraîneur de l'équipe nationale de Turquie.
Denizli atteint avec Galatasaray lors de la saison 1988-1989 la demi-finale de la Ligue des champions de l'UEFA. Mais il s’incline face au FC Steaua Bucarest 4-0 en Roumanie et réalise un match nul 1-1 à Izmir.
Il devient par la suite entraîneur de l’équipe allemande d’Alemannia Aix-la-Chapelle en 1989-1990, mais retourne en Turquie au bout d'une seule saison en reprenant la direction de Galatasaray.
Galatasaray remporte la Coupe de Turquie lors de la saison 1990-1991 avec Denizli et dispute en 1991-1992 les quarts de finale de la Ligue des champions de l'UEFA.
Denizli entraîne ensuite le club de Kocaelispor entre 1994 et 1996. 
Entre 1996-2000, il revient entraîner l'équipe nationale de Turquie et il réussit pour la première fois dans l’histoire de l'équipe de Turquie à atteindre les quarts de finale du Championnat d'Europe de football en 2000.
Il réussit avec Fenerbahçe à remporter le Championnat de Turquie de football lors de la saison 2000-2001. Il entraîne 2 ans plus tard l’équipe de football de Vestel Manisaspor. Il entraîne aussi à partir de 2005 l’équipe de football de Paas Teheran puis en 2006 l’équipe de football de Persepolis Teheran F.C.. 
Par la suite il devient l’entraîneur du Beşiktaş Jimnastik Kulübü le 9 octobre 2008. Avec Beşiktaş, il remporte le 13 mai 2009 la Coupe de Turquie contre Fenerbahçe au stade d’Izmir Atatürk.
Mustafa Denzili renouvelle ensuite son contrat avec le club de Beşiktaş pour une durée d'un an.
Mais Mustafa Denizli décide finalement d’arrêter d'entraîner le Beşiktaş JK à cause de ces problèmes de santé.
Mustafa Denzili est rentré dans l'histoire du football turc en devenant champion de Turquie avec trois clubs différents : Beşiktaş, Galatasaray et Fenerbahçe (les trois grands clubs du pays). Aujourd'hui il est considéré comme l'un des meilleurs entraineurs turcs de l'histoire, certains supporters le surnomment même Sir Mustafa Denizli.
Le 23 novembre 2015, il devient entraineur de Galatasaray. Il démissionne le 29 février 2016.

## Palmarès
- Champion de Turquie en 1988 avec Galatasaray
- Vainqueur de la Supercoupe de Turquie en 1988 et 1991 avec Galatasaray
- Vainqueur de la Coupe de Turquie en 1991 avec Galatasaray
- Champion de Turquie en 2001 avec Fenerbahçe
- Vainqueur de la Coupe de Turquie en 2009 avec Beşiktaş[3]
- Champion de Turquie en 2009 avec Beşiktaş[4]
- Vainqueur des play-offs de D2 turque avec Altay en 2021